# Shaolin Chan Tempel Schweiz

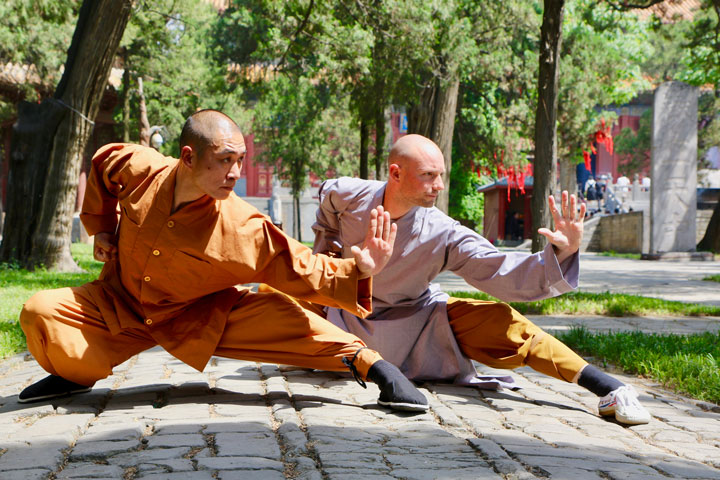
Shi De Feng (vorne) und Shi Xing Long (hinten)

Der Shaolin Chan Tempel Schweiz (瑞士少林禅寺) wurde im Jahre 2000 eröffnet und ermöglicht als Kulturzentrum seitdem eine umfassende Ausbildung im physischen und mentalen Bereich der verschiedenen Künste aus Shaolin. International ist der Shaolin Chan Tempel Schweiz auch bekannt als Shaolin Kultur Zentrum, Shaolin Wen Hua Zhong Xin (少林文化中心), welche nebst direkter Angliederung am offiziellen Shaolin Tempel in Henan / China (少林寺) auch der 2023 frisch gegründeten «SEA» Shaolin European Association (少林欧洲联合会) angegliedert ist. Im Shaolin Chan Tempel Schweiz trainieren rund 200 Schüler, welche von über 15 Instruktoren betreut werden. Mittlerweile weist er zusätzlich Niederlassungen in China, Spanien und ein weiterer Standort in der Schweiz auf.
Das Stiloberhaupt der Shaolin Kung Fu Stilrichtung Familie Wang ist Wang Zong Ren (王宗仁), gefolgt von Shi De Feng (释德锋, mit gebürtigem Namen, Li Xian Feng 李先锋), dessen Meisterschüler (Di Chuan Dizi 嫡传弟子) Shi Xing Long (释行龙, Roger Stutz) ist. Shi Xing Long ist Gründer und Hauptmeister im Shaolin Chan Tempel Schweiz / Luzern und Oberhaupt über die verschiedenen Schulen.

## Geschichte

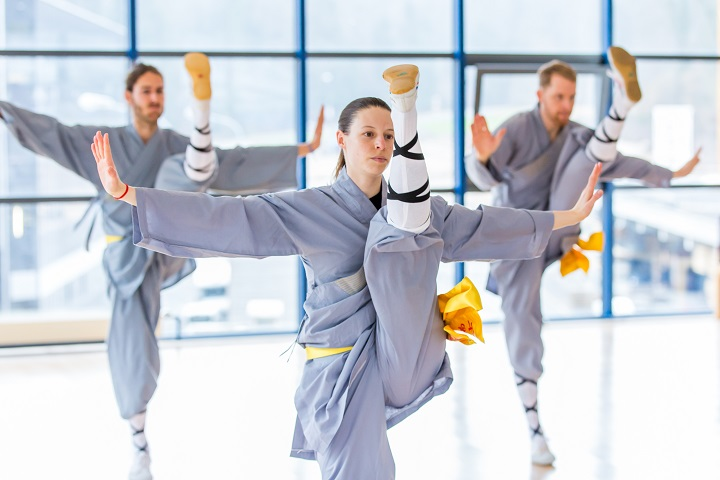
Training im Shaolin Chan Tempel

Die Schule in Luzern (Schweiz) wurde im Jahre 1999 mit einer Halle gegründet und am 1. Februar 2000 wurde mit drei Schülern das erste Training durchgeführt. Der Shaolin Chan Tempel liegt am Fusse vom Pilatus, grosse Waldstücke und der Renggbach prägen die Umgebung. 2007 wurde der Tempel eingeweiht und eröffnet. Eine weitere grosse Halle, die Halle der inneren Harmonie, folgte im Herbst 2008. Gleichzeitig wurde in China die erste Tochterschule (Traditional Kung Fu Institute, 传统少林功夫院) im DorfShaolin (少林小区) eröffnet. Zum 15-jährigen Jubiläum wurde eine grosse Show veranstaltet. 2016 veröffentlichte Shi Xing Long das Buch Die Tugenden des Shaolin Kung Fu. 2021 folgte das Buch Tee welches in Zusammenarbeit mit einigen Instruktoren geschrieben wurde. Zu Beginn wurde im Shaolin Chan Tempel vor allem Kung Fu unterrichtet, später kamen auch andere Künste dazu. Als letztes wurde 2019 das Kalligrafie Center eröffnet. In all den Jahren gewannen Schüler weit über 30 Podestplätze an bedeutenden nationalen- und internationalen Turnieren wie Europa- und Weltmeisterschaften. Der Shaolin Chan Tempel Schweiz ist regelmässig in den Medien vertreten. 2020 erschien ein Dokumentarfilm über das Leben von Shi Xing Long (Roger Stutz).
Ein Hauptanliegen der Kung Fu Familie Wang ist die Vernetzung der verschiedenen Künste aus Shaolin. So ist auch für die Zukunft geplant, die einzelnen Künste noch mehr zu stärken und in ihrer Gesamtheit der Weltbevölkerung zugänglich zu machen.

## Philosophie

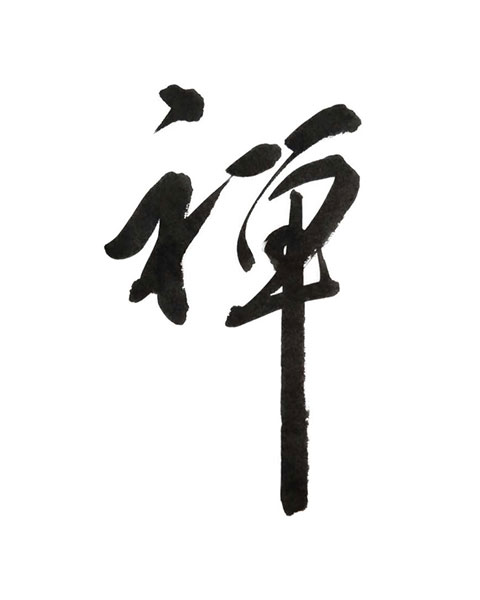
Chan (Zen) Kalligrafie von Shi De Feng

Das Shaolin System beschreibt einen zeitlosen Weg, um Körper & Geist ganzheitlich zu transformieren. Dies umfasst Methoden der physischen und psychischen Gesundheitserhaltung sowie der spirituellen Entwicklung. Es bietet natürliche Methoden einer ganzheitlichen Lebensführung. Darüber hinaus ist es ein äusserst effizientes Selbstverteidigungssystem. Das Shaolin System ermöglicht dem praktizierenden Menschen ein glückliches, gesundes und natürliches Leben.
Die Shaolin Tradition besteht aus drei Grundpfeilern – Chan 禅 – Wu 武 – Yi 医 – . Das Shaolin System basiert auf Chan, dem inneren Zustand der Meditation. Zur Kultivierung dessen haben sich über die letzten 1500 Jahre Methoden des Kampfes – Wu – und der Medizin – Yi – herausgebildet.

## Stammbaum
Das ist der Stammbaum der Shaolin Kung Fu Stilrichtung Familie Wang. Die Stilrichtung der Kung Fu Familie Wang hat einen hohen Stellenwert in der Shaolin Kung Fu Geschichte und geht bis auf Bodhidharma, den Begründer des Chan-Buddhismus zurück.
Lebendes Oberhaupt ist Wang Zong Ren (王宗仁), der 1957 geboren wurde. Wang Zong Ren war neben Wang Fu Qing (王福庆) Meisterschüler von Kung Fu Legende Wang Ding Yi (王丁一, 1908–1976), der weit über die Provinzgrenze bekannt war und heute als einer der grossen Namen im Shaolin Kontext gilt. Wang Zong Ren trägt den 9. Dan und ist Kung Fu Berater des Shaolin Tempels sowie Präsident der Dengfeng Shaolin Wushu Association (登封市少林武术协会). Von 1991 bis 2015 gewann er insgesamt 16 Goldmedaillen bei den National Traditional Wushu Competition und ist zudem in verschiedenen Filmen & Dokus zu sehen (z. B. Dreharbeiten zum Shaolin Temple und weitere). Wang Zong Ren hat neben seinem Schüler in Japan, Tokyo Wang Peng Li (王鹏里, gebürtiger Name: Satoshi Kawaguchi; Name in Chinesisch: Chuang Kou Xian 川口贤,) Shi De Feng als Schüler.
Shi De Feng (李先锋, Li Xian Feng) trat im Alter von fünf Jahren in das Shaolin-Kloster ein. Im Alter von fünf Jahren war sein Wille Kung Fu zu lernen so stark, dass sein Vater ihn zu einem der bekanntesten Shaolin Kung Fu-Meister brachte. Sein Name war Wang Fu Qing (王福庆, 1943–1996).
Im Kloster durfte Shi De Feng von den heute verstorbenen Grossmeister Shi De Chan (释德禅, 1907–1993) und Shi Su Xi (释素喜, 1924–2006) lernen. Shi De Chan war Ehrenabt des Klosters und brachte ihm alte, Traditionen bei. Ebenfalls lernte Shi De Feng regelmässig von Grossmeister und Abt Shi Xing Zheng (释行正, 1914–1987).
Shi De Feng erhielt mit 18 Jahren die buddhistische Ordination und agierte dann als einer der Chefinstruktoren im Kloster.
Ein weiterer seiner Lehrer war Liu Bao Shan (刘宝山, geboren 1930). Liu Bao Shan ist Gründer und Grossmeister der Tagou (塔沟) Schule, welche 1978 eröffnet wurde. Shi De Feng hat von ihm gelernt und über längere Zeit in der Tagou Schule als Jiao Lian (Instruktor) gearbeitet. Er unterrichtete da hauptsächlich Kung Fu und Sanda.
2003 wurde Roger Stutz (chin. Namen: Li Fei Long 李飞龙) von Shi De Feng als Meisterschüler aufgenommen und erhielt von ihm den buddhistischen Namen in der 32. Generation, Shi Xing Long. Somit ist Roger Stutz offizieller Linienhalter der Familie Wang und erster Meisterschüler von Shi De Feng. Roger Stutz obliegt die Hauptleitung der Shaolin Chan Tempel Schulen. Er ist zudem Autor und Experte für Traditionelles Shaolin Kung Fu und Buddhismus.
2006 nahm Roger Stutz seinen langjährigen Schüler, Thomas Degen, (chin. Namen: Li Wen Long 李文龙) als Ru Shi Dizi (入室弟子, Familienmitglied) in die Kung Fu Familie Wang auf. Thomas Degen erhielt von Roger Stutz den buddhistischen Namen in der 33. Generation, Shi Yong Wen (释永文).
Im gleichen Jahr wurde Roger Stutz zusammen mit seinem Meisterschüler Thomas Degen offiziell vom ehrenwerten Shi Yong Xin (释永信), dem Abt des Shaolin Klosters, zeremoniell in den Orden von Shaolin aufgenommen. Roger Stutz erhielt von ihm den buddhistischen Namen der 34. Generation, Shi Yan Long (释延龙), Thomas Degen den buddhistischen Namen der 34. Generation Shi Yan Wen (释延文). Beide erhielten einen klösterlichen Ausweis als Su jia dizi (俗家弟子).
2018 wurde Joonas Tolvanen in die Shaolin Kung Fu Familie Wang aufgenommen und erhielt den chinesischen Namen Li Yu Long (李御龙). Joonas ist in Finnland als Autor über das Thema Shaolin tätig.
2018 wurde Serge Kaulitz in die Shaolin Kung Fu Familie Wang aufgenommen und erhielt den chinesischen Namen Li Yong Cheng (李永诚).

## Ausbildungsprogramm
- Shaolin Kung Fu
- Qi Gong
- Sanda
- Taijiquan
- Meditation
- Kalligrafie
- Teekultur
- Löwentanz
- Kinderunterricht

## Weitere Aufgabenfelder
Der Shaolin Chan Tempel nimmt über die Mitglieder hinaus weitere Aufgaben für die regionale, nationale und internationale Bevölkerung war. Dazu gehören Führungen, Zeremonien, Hochzeiten, Taufen, Abdankungen und Sterbebegleitungen. Ebenfalls halten regelmässig Persönlichkeiten Vorträge im Shaolin Chan Tempel und unterrichten in ihren Fachgebieten.
Weiter ermöglicht er öffentliche Aufführungen im traditionellen Kung Fu und Löwentanz, Wochenend- und Wochenaufenthalte für Interne und Externe, Vorträge und Seminare für Firmen, veröffentlicht Beiträge zu Shaolin relevanten Themen und unterrichtet an und für Schulen.
2019 wurde das Projekt „Meditation an Schulen“ gestartet.

## Örtlichkeiten

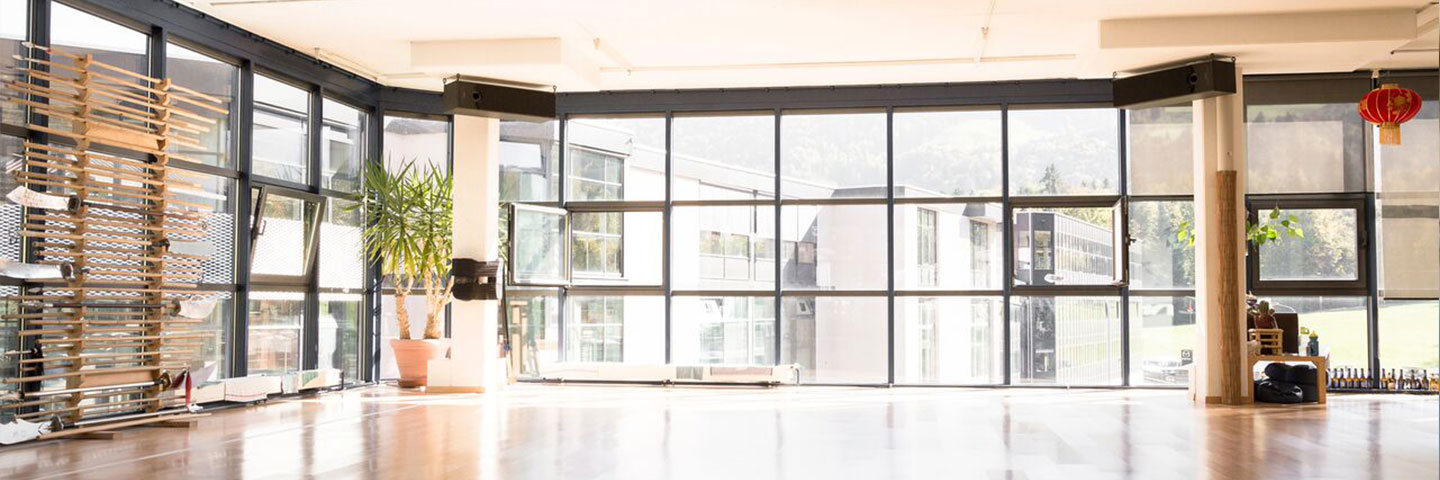
Wu Guan Halle im Shaolin Chan Tempel Luzern

Der Shaolin Chan Tempel Schweiz und somit Hauptstandort liegt in Luzern in der Innerschweiz. Die Räumlichkeiten umfassen rund 600 m² und erstrecken sich über zwei grosse Trainingshallen, sanitäre Anlagen, eine Küche mit Essbereich und die Tempelanlage.
Im Traditional Shaolin Kung Fu Institute China unterrichtet Shi De Feng eine kleine Anzahl an Internen und Externen Schülern.
Das Shaolin Chan Tempel Institute Aargau ist die zweite Schule in der Schweiz, in welcher die Künste der Shaolin unterrichtet werden. Der unterrichtende Hauptmeister ist Li Yong Lin (李林鷹, Salvi Ferrara).

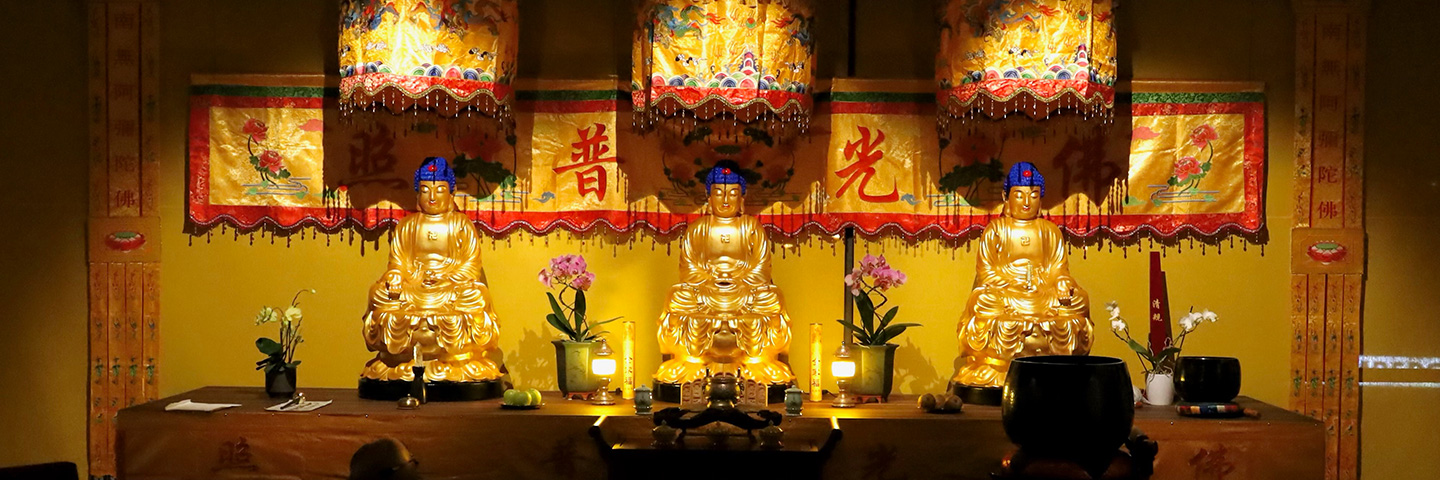
Shaolin Chan Tempel Luzern

Das Shaolin Chan Temple Institute Spain wird von Shi Yan Jia (释延加, Pedro Estevez Gil) geführt, welcher eine Kampfkunstkarriere hatte. Die Schule gibt es seit 1984.